# Georges Collignon
Pour les articles homonymes, voir Collignon.
Georges Collignon est un artiste peintre belge, né le 26 août 1923 à Flémalle-Haute en Belgique et mort le 5 février 2002 à Liège.

## Présentation
Dans sa première période, l'artiste à l'art nerveux et tonique, plus structuré qu'informel, plus lyrique que géométrique, est abstrait à part entière. Il entrelace des labyrinthes colorés qui dansent avec allégresse et qui font penser à des coupes microscopiques ou à des photographies aériennes.
Dans le courant des années 1960, il renoue progressivement avec une imagerie néo-figurative, irréelle qui célèbre le mariage d'éléments figuratifs à des structures abstraites.

## Biographie
Il suit les cours d'Auguste Mambour à l'académie des beaux-arts de Liège entre 1939 et 1945 et travaille aux Cristalleries du Val Saint-Lambert à Seraing.
Georges Collignon débute alors comme peintre figuratif de formation académique, et, durant ces études plus ou moins régulières, étudie le surréalisme et l'œuvre de René Magritte. De cette période ne subsistent que très peu d'œuvres, perdues, certaines ayant été exposées à l'académie des beaux-arts de Liège en 1940, notamment Champ de blé et Bosquet, temps gris. Il s'oriente ensuite vers une peinture non figurative.
Après ces débuts, il mène des recherches sur la couleur et peint ses premières toiles abstraites dès 1945. Il participe aux activités du groupe Apport et devient membre de la Jeune Peinture Belge à partir de 1946.

### Première période: Art abstrait: 1946-1967
Collignon participe au mouvement Cobra et en 1950, il crée avec Pol Bury le groupe Réalité-Cobra, premier groupe belge pour la défense de l'art abstrait.
Il partage avec Pierre Alechinsky et Jean Dubosq le prix Jeune Peinture Belge décerné pour la première fois en 1950.
Boursier du Gouvernement français, il s'installe à Paris en 1951 et y séjourne jusqu'en 1968. Il est membre fondateur du groupe Art abstrait en 1952 et prix Hélène Jacquet.
Au départ, des petites taches de couleurs vives se juxtaposent et couvrent toute la surface de la toile sans se soucier d'y créer une structure apparente. Mais peu à peu, comme dans les œuvres d'Estève et de son ami Magnelli, elles s'élargissent et s'ordonnent selon des lignes de force au profit de rythmes fougueux, de mouvements curvilignes, de tourbillons galactiques qui dynamisent l'espace en des cloisonnements raffinés. 
Les aplats, exécutés avec un métier nerveux et enlevé, rendent la surface picturale intense et vibrante. De longues courbures diagonales se coupent et se recoupent en traversant la toile.
Collignon crée une peinture “topographique” en des œuvres qui semblent inspirées par des vues aériennes de jardins, de champs qui s'épanouissent et d'échangeurs, de routes qui se croisent. 
Il participe au groupe d'architecture E.G.A.U. et réalise quelques bas-reliefs ou intégrations en béton pour l'Université de Liège (Belgique) au Sart-Timan où les immeubles de la plaine de Droixhe (Liège-Belgique).  
Dès 1958, il s'adonne aux collages de papiers et de tissus, faits à la manière des papiers collés cubistes.
Obtient un des prix Marzotto en 1960.
En 1961, il expose au Salon de Mai et au Salon des Réalités Nouvelles.
À partir de 1964, de plus en plus d'éléments figuratifs apparaissent dans son œuvre en s'intégrant aux formes abstraites qui s'estompent peu à peu.
Contribue activement à faire de Liège (Belgique) une ville ouverte à l'art le plus actuel à travers les activités de l' A.P.I.A.W.

### Seconde période: Néo-figuration: 1968-2002
Participe dans le pavillon belge, à la XXXVe Biennale de Venise.
Son œuvre néo-figurative, qui n'est pas étrangère au Pop-Art, a un caractère d'humour insolite, en mélangeant les objets et les corps, la réalité et l'abstraction.
En des mosaïques chromatiques, l'or et l'argent à la feuille créent des icônes profanes.
Si la démarche picturale de cet artiste présente un profil à la Janus, l'artiste abstrait et le figuratif ont en commun un même élan irrépressible, une même fougue prolifique dans une explosion de couleurs et de rythmes curvilignes.
Georges Collignon est décédé à Liège en 2002.
En 2005, le Lions Club Liège Val Mosan a créé à la mémoire de son ancien membre le Prix Biennal Georges Collignon.

## Citations
« Mon vocabulaire visuel et formel a pu évoluer dès l'instant où j'ai pu me passer de ces grands aînés (Klee, Magnelli, Léger et Bonnard), mais j'ajouterai que Magnelli par sa rigueur d'esprit, m'a beaucoup appris.
Je n'ai pas de conception de l'abstraction, sinon rappeler cette définition de la peinture de Maurice Denis “un tableau est une surface plane recouverte de couleurs en un certain ordre assemblées” et qui me semble toujours d'actualité. Quand j'ai découvert la peinture abstraite en 1945-1946, après le trou noir de l'occupation, cela a été une véritable illumination et un passage obligé, enrichissant. Les conversions étaient nombreuses, c'était presque une religion, rapidement dogmatique et intolérante. En 1967, j'ai redécouvert la figuration, cela n'est pas très bien vu, ni toléré. On ne commet pas le crime d'hérétique, de lèse-abstrait sans impunité par le milieu orthodoxe, conformiste, conventionnel des bien-pensants de l'art. Aussi, aujourd'hui, comme hier, contre tout racisme esthétique, je revendique le droit à la différence. On n'avance qu'en changeant, c'est bien connu. »

## Muséographie
- État belge
- Communauté française de Belgique – Bruxelles (Belgique)
- Musées royaux des beaux-arts de Belgique – Musée d'Art moderne – Bruxelles (Belgique)
- Musée de l'Art wallon – Liège (Belgique)
- Intégration au bâtiment de l'Institut de Géographie de l'Université de Liège, architectes Groupe EGAU (Jules Mozin), dans la collection du Musée d'art contemporain en plein air du Sart Tilman (Université de Liège, Belgique)
- Kunstmuseum aan zee, en abrégé Mu.Zee) – Oostende (Belgique)
- Fondation pour l'Art belge contemporain – Bruxelles (Belgique)
- Musée national d'Art Moderne – Paris (France)
- Glasmuseum Frauenau (Sammlung Wolfgang Kermer)
- Carnegie Institute – Pittsburgh (États-Unis)
- Musée d'Art moderne - Sao Paulo (Brésil)
- Musée de Louvain-la-Neuve, UCL (Belgique)

### Monographies
- F.-C. Legrand, G. Collignon, dans la revue Quadrum n° 9, Bruxelles (Belgique), 1960
- F. Simone, G. Collignon, Paris, 1961
- Georges Collignon, XXXVe Biennale de Venezia – Belgio, 1970
- Collignon, catalogue exposition Musée de l'Art Wallon, Liège (Belgique), 1971
- Collignon, catalogue exposition Musée de l'Art Wallon, Liège (Belgique), 1977
- M. Hicter, Georges Collignon, Revue “Terre d'Europe”, n° 54, mai 1978
- Collignon, catalogue exposition Galerie CGER, Bruxelles (Belgique), 1978
- Collignon, catalogue exposition Musée Saint-Georges, Liège (Belgique), 1982
- Collignon, catalogue exposition Centre de la Chataîgneraie, Flémalle (Liège) (Belgique), 1988
- Collignon, catalogue exposition BP gallery, Bruxelles (Belgique), 1988
- F. Bonneure, Collignon, Éditions Lannoo, 1990

### Ouvrages généraux
- Jan Walravens, Peinture Contemporaine en Belgique, Hélios, Anvers (Belgique), 1961
- L'art en Belgique, IX, Les peintures abstraites, Cultura, Bruxelles (Belgique), ???
- Michel Seuphor, La peinture abstraite en Flandre, Arcade, Bruxelles (Belgique), 1963
- M. Eemans, La peinture moderne en Belgique, Meddens, Bruxelles, 1969
- M. Eemans, L'art vivant en Belgique, Meddens, Bruxelles, 1972
- Phil Mertens, La Jeune Peinture Belge, Bruxelles, 1975
- Jacques Parisse, Actuel XX, Éditions Mardaga, Liège, 1976
- 150 ans d'art belge dans les collections des Musées royaux des Beaux-Arts de Belgique, 1980
- Paul Caso, Un siècle de Peinture Wallonne – de Félicien Rops à Paul Delvaux, Rossel – Bruxelles – 1984
- J. Stiennon, J.-P. Duchesne, Y. Randaxhe, de Roger de la Pasture à Paul Delvaux, Cinq siècles de peinture en Wallonie, Lefebvre & Gillet, Editions d'Art, Bruxelles (Belgique), 1988
- M. van Jole, Confrontations, 111 artistes contemporain Belgique et Luxembourg, Lannoo, Tielt (Belgique), 1993
- Sous la direction de Serge Goyens de Heusch, XXe siècle – L'Art en Wallonie, Dexia – La Renaissance du Livre – Bruxelles - Tournai (Belgique) - 2001